# Akacijeva šizma
Akacijeva šizma je prvi veliki raskol između Istočne i Zapadne kršćanske crkve, a trajao je trideset i pet godina, od 484. do 519. Nazvana je po patrijarhu Konstantinopola Akaciju. 

## Pozadina
Posljedica je u odstupanju lidera Istočnog kršćanstva patrijarha Akacija od Kalcedonskog vjerovanja i neuspjelog pokušaja Bizantskog cara Zenona u pomirenja dviju Crkava izdavanjem ukaza Henotikona 482. godine kojim je nastojao pomiriti "pravovjerno" Nicejsko-Kalcedonsko vjerovanje s miafizistvom, koje je sve više uzimalo maha u istočnim Bizantskim provincijama.
Papa Simplicije, koji nije bio konzultiran, taj Akt nikada nije prihvatio, smatrajući ga izdajom odluka Kalcedonskog sabora i podilaženjem hereticima. Njegov nasljednik papa Feliks III. je, pak, nakon bezuspješnih pokušaja da promijeni odluku cara Zenona, godine 484. donio ukaz o ekskomuniciranju konstantinopolskog patrijarha Akacija, a također je svrgnut i Petar Mongus, miafizitski patrijarh Aleksandrije. Ni car Zenon ni izopćeni patrijarsi tu odluku nisu priznali, te je tako stvorena Akacijeva šizma, prvi veliki raskol između Zapadnog i Istočnog kršćanstva koji će biti formalno okončan za vrijeme pontifikata pape Hormizde 28. ožujka 519. godine.

## Vanjske poveznice
- engleski, Ortodox Wiki, Acacian Schism